# Ramtin
Ramtin är ett namn. Det fanns år 2007 i Sverige 92 personer som hade Ramtin som förnamn, varav 78 som tilltalsnamn.